# 一個地方
《一個地方》是科幻小說作家倪匡的作品之一，衛斯理系列編號128。該作品於2002年5月20日完成，並於2003年10月25日出版。倪匡曾在訪問中表示，該書中的世界為他心目中的烏托邦。

## 故事大綱
衛斯理應好友陶啟泉邀請出席一個私人宴會。在宴會中，除了有陶啟泉與他的妻子水葒外，還有其好友大亨與他的太太朱槿，以及四位專家。當中，最為特別的二人是岩石，與一位名為高興的太平洋島嶼少女土著。原來，岩石就是擁有商業王國，卻愛探險的大商家，他在二十年前遊歷太平洋後就失蹤，大部份人都以為他已死在太平洋的小島之中。事實上，岩石是走進了一個世外桃源的世界，卻在當地定居後突然回到人間，基於他對該世界的沉醉，他希望各人能協助他尋回該地方。
岩石告訴衛斯理等人，他在二十年前到訪一個太平洋小島，這小島中部為一高山，並未有人進入過。熱愛探險的岩石卻打算深入高山，於是與島上的一位土著進入當地，而此土著正是高興的祖父。後來，岩石到了一山頂後打算往下爬，卻見到一頭不知名的動物從石頭中湧出來，岩石大感意外，於是觸著其耳朵，打算加以研究。然而，該頭動物卻把他拉進石頭之中。
岩石進入石頭以後，發現這地方是一大片的草原。在草原之中，有大量他之前未曾見過的動物，這群動物毫無攻擊性，比綿羊更為溫馴。其後，他漫無目的地行走，其間他看到一位「牧羊人」，而這位牧羊人是一個皮膚淺藍的女性，淺藍長髮，樣貌及形態極美，身上穿著接近透明的衣服，故此岩石極為驚訝。鎮定過後，岩石向那牧羊人問路，然而兩者卻言語不通。雖然如此，牧羊人還是把他帶到自己的農村中。
起初村內居民都對岩石的出現感到驚奇，但不久後，當地人就漸漸視岩石為常人。原來，這兒極崇尚個人主義，每個人都為獨立個體，除朋友以外，沒有其他人倫關係。岩石在這兒幾日後，日漸感到這兒詳和的氣氛﹕環境極為美觀，使人感到無比的舒適﹔這兒沒有私有制度，一切都是公有﹔這兒由於物資供應充足，人們沒有競爭﹔這兒的人沒有機心，只有和諧。這一切都使岩石感到遠勝人間多倍，日漸沒有返回人間的心態，而選擇在這兒定居。
在這兒定居良久後，岩石發現這兒沒有火。岩石企圖生火向這裡的人展示火的功能。然而，岩石卻在這裡無法生火，而這裡的人根本沒有求知的慾望去了解任何新事物。隨後，岩石更發現當地的男女隨意交配（類似某些原始部族稱為「跳月」的行為）。岩石都有參與「跳月」，但他卻只想見到已不知所蹤的那位牧羊女，更發覺漸漸的暗戀她，故此打算與她結婚。然而，他又發現這兒的人不但沒有姓名，而且沒有愛情與結婚的概念，故此要找到那牧羊女就如大海尋針。
過了一段時間，岩石終於發現了那牧羊女，並向她求婚。由於這裡沒有婚姻觀念，該牧羊女根本不明其意。未幾，牧羊女即與另一男性準備「跳月」。岩石極為氣憤，於是攻擊那男性。岩石攻擊別人的舉動令這裡所有人驚訝，而牧羊女對岩石示以鄙視眼神而離開，岩石深受打擊往山坡上走，走了很久，眼前再不是之前的環境，而是出現一頭在原來世界才會出現的野兔。岩石知道自己返回了原來世界，最後更尋找到當日和他探險的土著，方知他已經失蹤了兩年。岩石堅持留在島上，尋找回到那個地方的方法並再次向那牧羊女示愛，卻被當地土著視他的經歷為癡人說夢話，亦認為岩石可能在深山吃了有毒植物出現幻覺而已。之後岩石在土著部落中生活，並教授部落孩子外間的知識，高興就是其中一個接受岩石教授知識的部落孩子，多年相處她與岩石已情如父女，但高興卻不相信岩石的故事。
其後，岩石聯絡好友大亨，希望大亨能協助他尋回那個地方。大亨出於人生樂趣和友情幫助岩石，甚至發射了小型人造衛星上天，在空中搜索全島，連島上只有28人的失傳部落都找到，但找不到岩石描述那個地方。後來大亨想到見多識廣的衛斯理，於是找來好友陶啟泉聯絡衛斯理，並找來了四位專家一同聽岩石的故事。聽過岩石的講解後，四位專家認為岩石所說的太荒謬而相繼離開，衛斯理、白素和衛紅綾，卻認為岩石去過的地方為另一空間，而要進入另一空間要在巧合的地方和時間，機會是可一不可再。不過，岩石卻表示寧可失望多幾次都要找到那個地方，而衛紅綾最後協助岩可，展開尋找那個地方的行動，本集故事到此結束。……
後續故事在須彌芥子中交代。

## 相關人物
- 衛斯理

書中主角，他應陶啟泉出席他主席的晚宴。對於岩石所言，衛斯理全然相信，並認為在場的四位專家不相信藍種人、不明動物的出現、岩石進入石頭等事是十分無知。另外，衛斯理極為渴望岩石到訪的那個地方將來會真的在人間出現。
- 白素

衛斯理的太太，她與其夫亦相信岩石能到訪那個地方是由於無意中進入了另一空間，而這機會是只有一次。同時，當她知道岩石要向那牧羊女求婚時，白素認為他一定會失敗而回，結果白素提到的都幾乎與岩石的經歷相同。
- 岩石

60至80歲的白人，為一位擁有多個商業王國的企業家。然而，他對家族生意並不感興感，反而愛攀山涉水，是世界公認一流的探險家。據岩石表示，他自進入了那個地方後，只住了「兩年」。事實上，那個地方的兩年卻為人間的二十年。
回到人間後，他找來了好友大亨協助，先是利用他的人造衛星探測，苦無結果後，大亨通過陶啟泉找來了衛斯理等人，希望眾人能協助岩石找到那個地方，本故事因此而展開。
- 陶啟泉

衛斯理的好友，為一千萬富翁。自《風水》一書後，陶啟泉因感謝衛斯理的協助，邀請衛斯理共膳，此次並不例外。
陶啟泉受衛斯理的影響下亦相信岩石所言。不過，他與大亨亦認為岩石到過的那個地方沒有競爭、當地人沒有求知慾，是一個毫無人生意義的地方，對那裏沒有半分興趣。
- 大亨

陶啟泉的好友，也為衛斯理的好友。雖然衛斯理自與《水晶宮》中認識，但二人並不能好好共處，如在小說中，大亨試圖挑戰衛斯理，好讓他尷尬，衛斯理認為這是基於他與大亨腦電波頻率不合之故。
不過，當四位專家無視衛斯理時，大亨立即把他們逐出門口。可見大亨亦非時常仇視衛斯理。
- 水葒、朱槿

水葒為陶啟泉的太太，而朱槿為大亨的妻子。由於二人曾為特工，加上二人於《非常遭遇》中被旅弄，故此衛斯理卻不喜歡她們。二人對故事的發現不大，只是間中向岩石發問。
此外，高興的名字是由水葒命名的，因高興於土語的名字有快樂之意。
- 高興

太平洋小島的一位女孩，是獵頭族人。自岩石從那個地方回到人間後，海島上的土著均視他為瘋子，沒有人理會他的存在，但高興卻肯聆聽他的話。雖然高興肯聽岩石的話，卻不相信岩石的經歷，並指出一切都是他的妄想。對此，衛斯理一則認為她非常無禮，二則認為她見識不足，故此認為岩石的經歷是胡說也為之正常。
- 衛紅綾

衛斯理與白素的女兒，她於故事中段出現，她亦相信岩石能進入那個地方是一次巧合，不會再有此機會。另外，紅綾能利用獵頭族人身體語言與高興溝通。據紅綾表示，這是祖母陳月蘭教她的。

## 資料來源
以下內容以香港勤十緣出版社作準：
1. ↑  .   [2009-03-17]. （原始内容存档于2019-09-18）.
2. ↑  倪匡專訪4 （页面存档备份，存于）(粵語)
3. ↑  一個地方 – 第三部份 – P.78-82
4. ↑  一個地方 – 第六部份 – P.119-120
5. ↑  一個地方 – 第七部份 – P.137-138
6. ↑  一個地方 – 第八部份 – P.159-160
7. ↑  一個地方 – 第七部份 – P.142
8. ↑  一個地方 – 第八部份 – P.151-158
9. ↑  一個地方 – 第九部份 – P.177-181
10. ↑  一個地方 – 第十部份 – P.183-188
11. 1 2 3  一個地方 – 第十部份 – P.195-201
12. 1 2  一個地方 – 第六部份 – P.108-109
13. ↑  一個地方 – 第一部份 – P.21
14. ↑  一個地方 – 第一部份 – P.1-4
15. ↑  一個地方 – 第一部份 – P.16-17
16. ↑  一個地方 – 第一部份 – P.6-7
17. ↑  一個地方 – 第三部份 – P.56
18. ↑  一個地方 – 第三部份 – P.76-77
19. ↑  一個地方 – 第六部份 – P.113-114

| 前任者： 127 非常遭遇 | 衛斯理系列（按編號） 128 | 繼任者： 129 須彌芥子 |